# Nya barnsjukhuset
Nya barnsjukhuset (finska: Uusi lastensairaala) är ett barnsjukhus i Helsingfors i Finland, beläget på Stenbäcksgatan 9 i Mejlans och verksamt sedan september 2018. Det tekniskt mycket avancerade och moderna Nya barnsjukhuset där man eftersträvat att skapa en miljö, som barn kan finna intressant och tilltalande, är en del av Helsingfors universitetssjukhus och tar emot barn från hela Finland och också från andra länder, bland andra Estland. Forskning och undervisning utgör en viktig del av sjukhusets verksamhet. De närbelägna sjukhusen Barnklinikens (från 1946) och Barnets borgs (från 1948) verksamheter har flyttats över till Nya barnsjukhuset. Nya barnsjukhuset ritat av de finländska arkitektbyråerna SARC Arkitekter och Arkitektgruppen Reino Koivula Ab
vann Finlandiapriset för arkitektur 2018.Byggnaden ägs av den privata Stödföreningen Nya barnsjukhuset och nyttjas av Helsingfors och Nylands sjukvårdsdistrikt, HNS eller HUS.
38,2 miljoner euro av den totala byggkostnaden på 184,5 miljoner euro täcktes med hjälp av donationer. Förutom pengar har sjukhuset fått donationer av bland annat byggmaterial, teknik, sjukhusmöbler och konst. Två stiftelser har finansierat sjukhusets fjorton konstverk eller -installationer.

## Projekthistorik och finansiering
Enligt en utredning publicerad av Helsingfors och Nylands sjukvårdsdistrikt 2011 motsvarade den på 1940-talet byggda Barnklinikens utrymmen inte längre behoven. Den gamla Barnkliniken var för liten, den var inte längre ändamålsenlig och skicket var mycket dåligt. Lokalerna krävde ständiga reparationer och bland annat inomhusklimatet orsakade problem. Motsvarande problem gäller för Barnets borg, som inte längre anses lämpligt att användas som sjukhus. Enligt utredningen förelåg ett omedelbart behov av nya lokaler.
En grupp finländska influerare inom näringsliv och kultur grundade 2012 en förening, vars syfte var att påskynda beslutsprocessen gällande ett nytt barnsjukhus med stöd av privata medel och donationer. I juni 2012 valdes Anne Berner till ordförande av Stödföreningen Det nya barnsjukhuset 2017 r.f. och Stiftelsen Nya Barnsjukhusets Stöd. Martti Ahtisaari, Finlands president 1994–2000, valdes som styrelseordförande för Stiftelsen Nya Barnsjukhusets Stöd.
Stödföreningen Det nya barnsjukhusets uppgift var att sörja för insamling av medel och hade ett nära samarbete med HUS. Stödföreningen påbörjade insamlingen i februari 2013. Målet var att samla ihop 30 miljoner euro genom donationer från företag, organisationer och privatpersoner. Målet om 30 miljoner euro uppfylldes den 26 augusti 2014. Slutresultatet i form av donationer till barnsjukhusprojektet blev över 38,2 miljoner euro.
Ett exempel på insamlingsaktiviteter var auktioner i form av ”kammarmusikloppisar”.  Försäljningen av en taktpinnetavla på en auktion 2014 inbringade barnsjukhusprojektet 41 000 €.  Tavlan möjliggjordes genom materialdonationer av bland andra tolv finländska stjärndirigenter och ideellt, konstnärligt arbete av grafikern Antti Hannuniemi. Tavlan köptes av Tiina och Antti Herlins stiftelse och är permanent utställd i Musikhusets i Helsingfors huvudaula.

## Byggnaden
Byggstarten ägde rum i augusti 2014, med SRV som huvudentreprenör och Haahtela-rakennuttaminen Oy som byggkonsulter. Sjukhusbyggnaden blev klar i maj 2018. Nya barnsjukhuset invigdes den 6 september 2018 och byggnaden togs i bruk operativt som sjukhus successivt under september månad 2018.
Byggnadens bruttoarea är 47 686 kvadratmeter och volym 229 181 kubikmeter. Det tog 700 manår att genomföra bygget.
Vid öppnandet i september 2018 har sjukhuset elva operationssalar, 18 intensivvårdsplatser, 140 vanliga vårdplatser, 68 mottagningsrum för patienter med tidsbokning samt en jourmottagning med tre akutsjukvårdsplatser, 12 observationsplatser, tre isoleringsplatser och fyra viloplatser. Samtliga patientrum varav de flesta är enkelrum har egen dusch och toalett. Det finns bäddplatser för barnets vårdnadshavare i samma rum. Nya barnsjukhuset har också vid öppnandet 2018 27 intensivvårdsplatser för nyfödda vid Kvinnokliniken i Mejlans. 
Byggnaden har ett källarplan och åtta våningsplan. Flerparten av våningsplanen har döpts med namn kopplade till olika delar av jordgloben eller universumet. Längst ner på källarplanet finns Havet (plan K), följt av Stranden (plan 1, som motsvarar bottenplan eller plan 0, enligt svensk standard), Djungeln (plan 2), Skogen (plan 3), Dalen (plan 4), Miraklet (plan 5), Berget (plan 6), Rymden (plan 7) och, slutligen,  Stjärnan (högst upp, på plan 8). Det finns ett särskilt "pausrum" för anhöriga på samtliga avdelningar och också på jourpolikliniken. Varje avdelning har dessutom en egen matsal. Det finns vidare kök för anhöriga som vill laga mat åt sina barn och varje rum är utrustat med ett eget kylskåp. Det finns goda möjligheter till lek och samvaro i större och mindre lekrum och samlingslokaler utspridda i olika delar av sjukhuset. Barnens anhöriga parkerar gratis i ett garage under sjukhuset. Sjukhuset har ett mångkulturellt kapell. Sjukhusskolan gör det möjligt för barnen att fortsätta att gå i skolan under sjukhusvistelsen.

## Bildgalleri

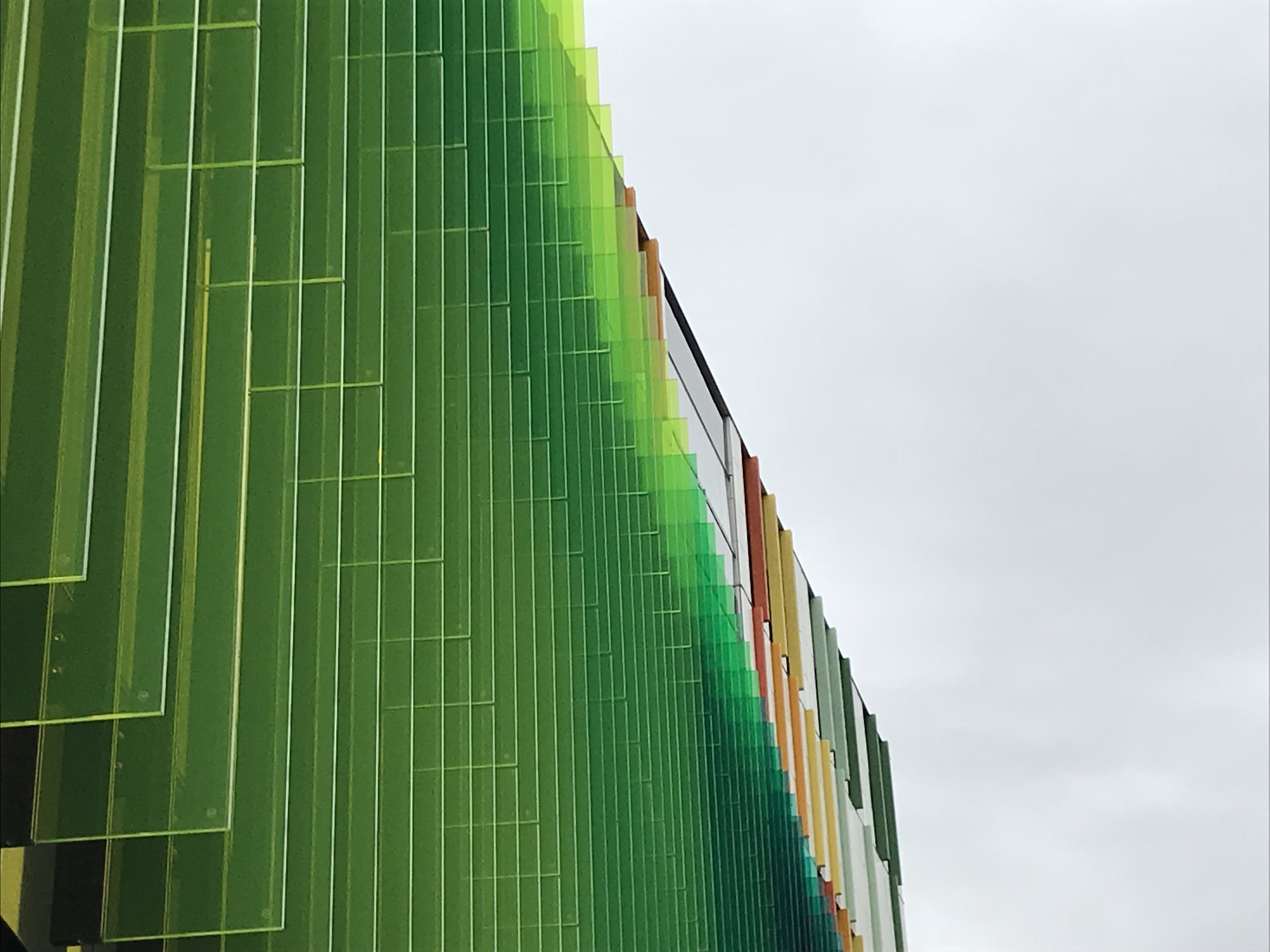
Detaljbild av fasaden.
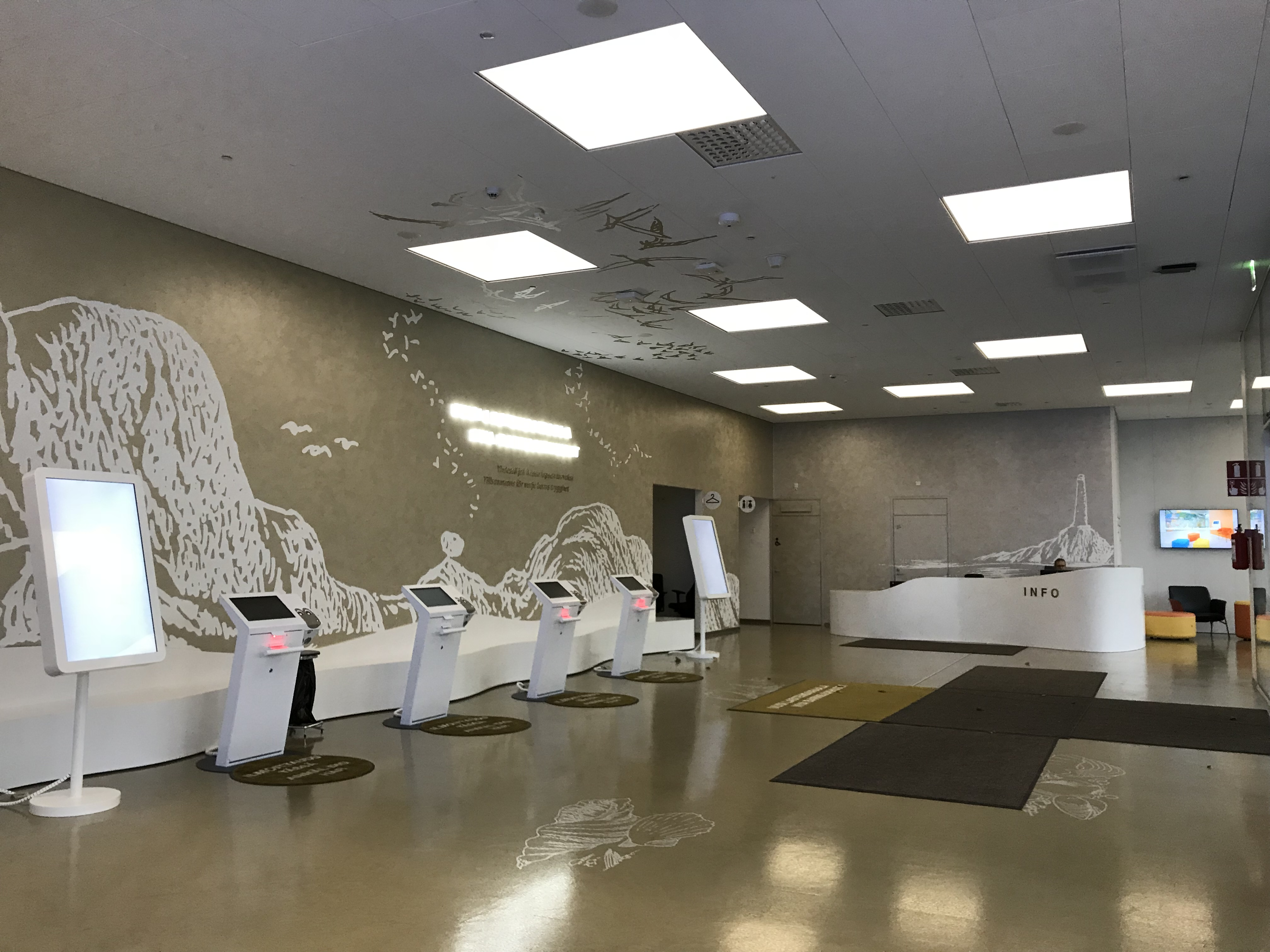
Receptionen med registreringsterminaler.
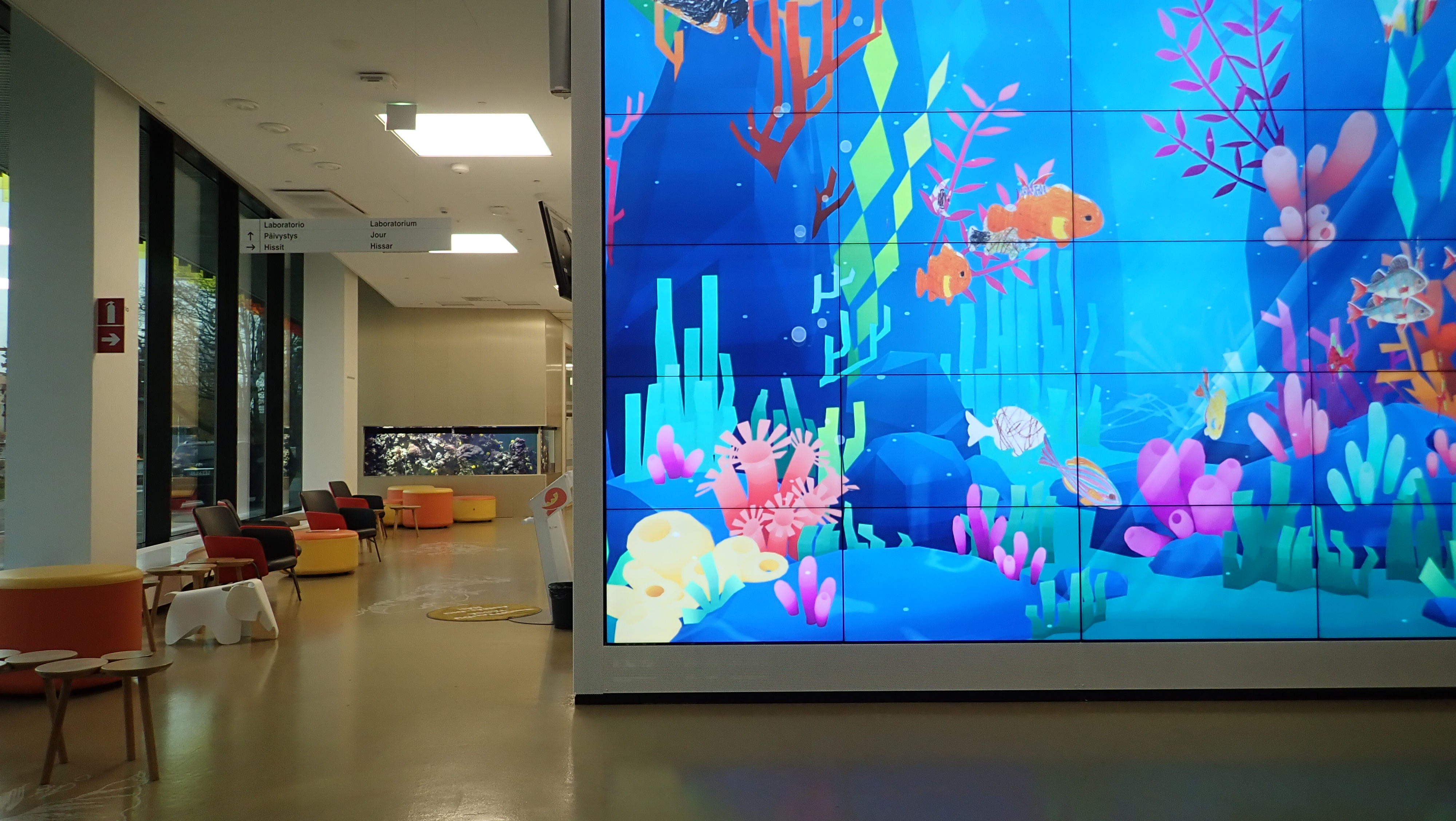
Del av entréplanet, "Stranden", med ett interaktivt, digitalt akvarium till höger och ett riktigt akvarium längst ner till vänster.
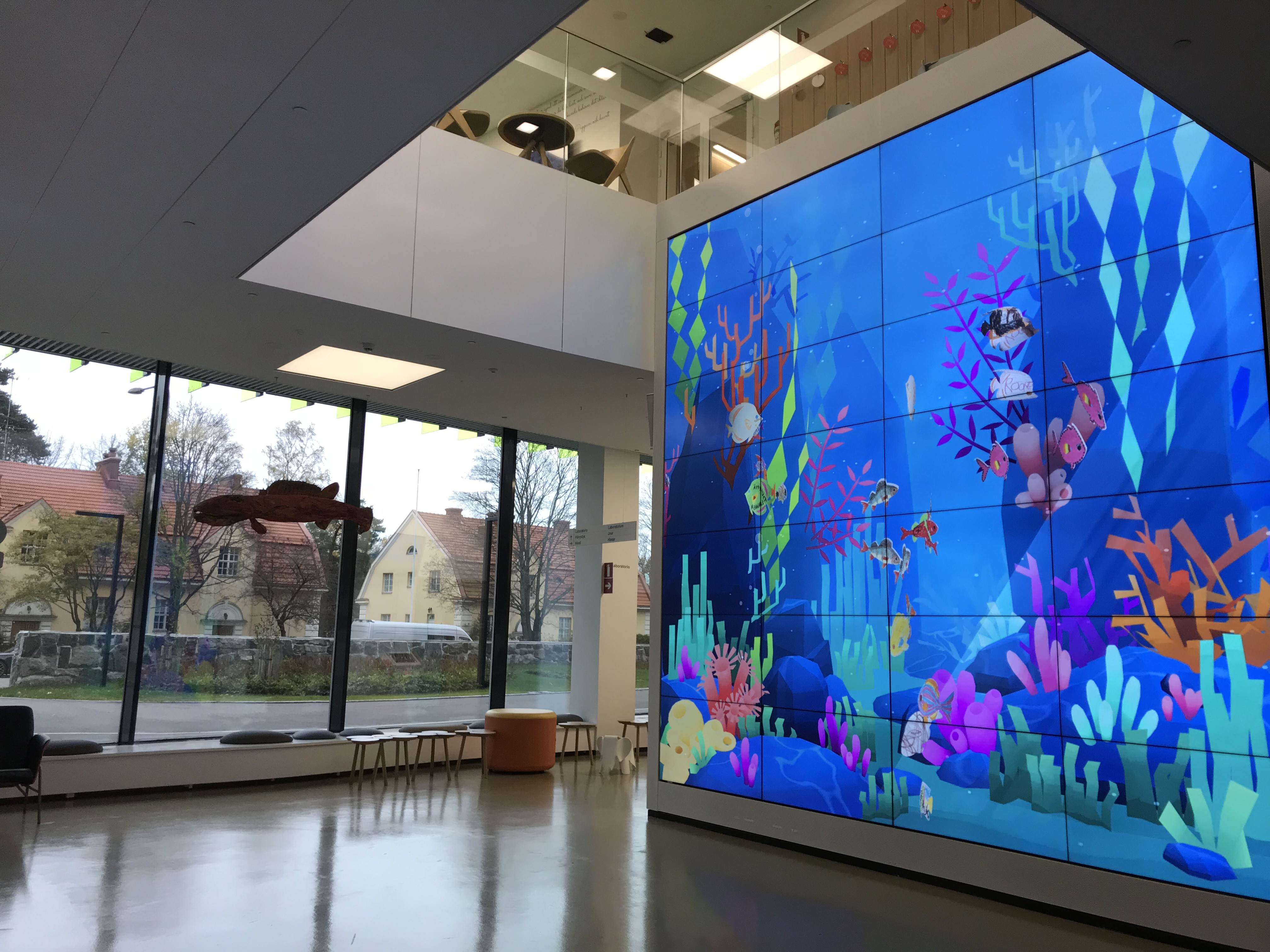
Sjukhuset ligger i ett lugnt villaområde.
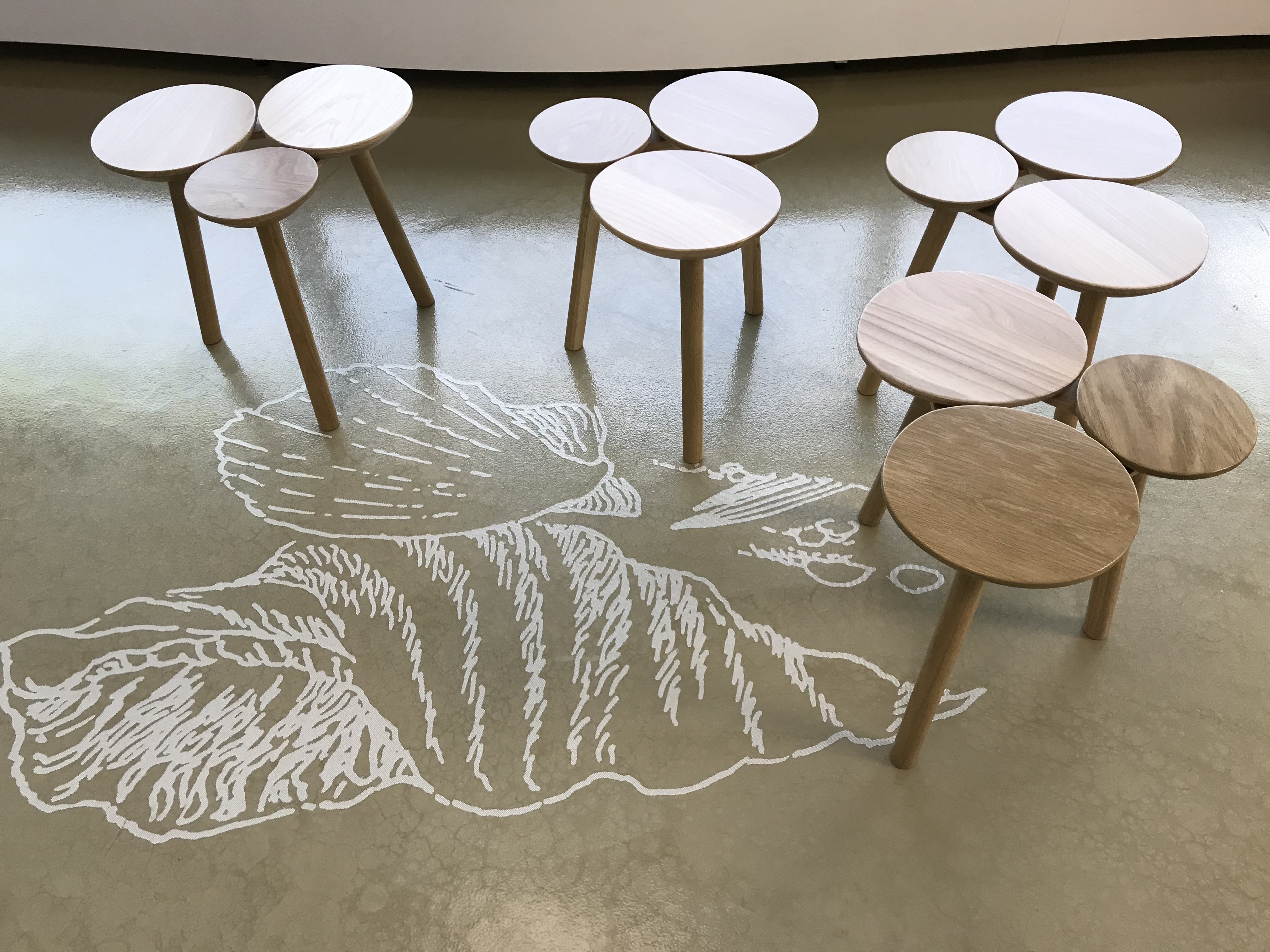
Inredningsdetaljer på entréplan.
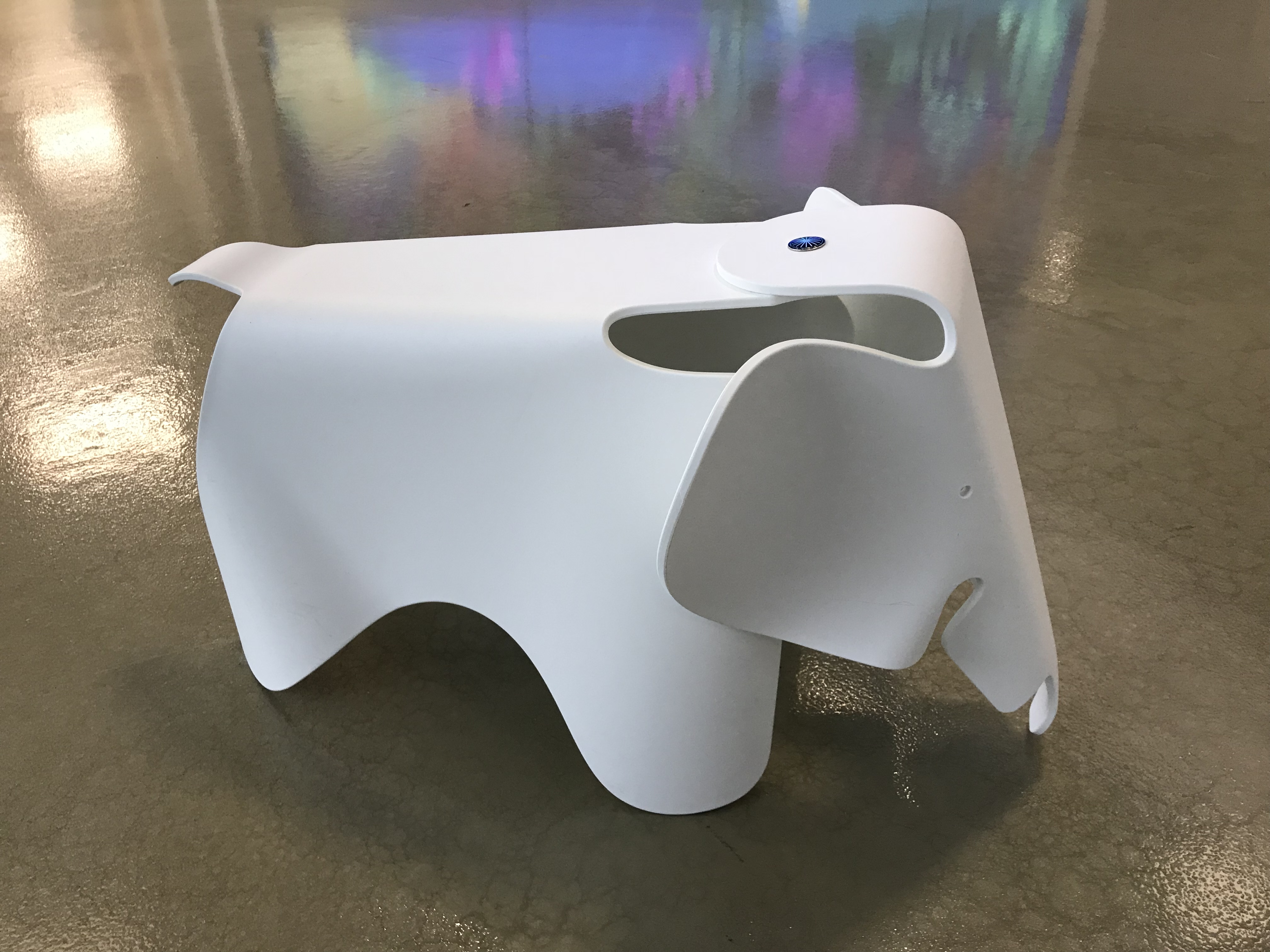
Eames elefanter finns på flera platser i sjukhuset, här vid akvariet på entréplan.
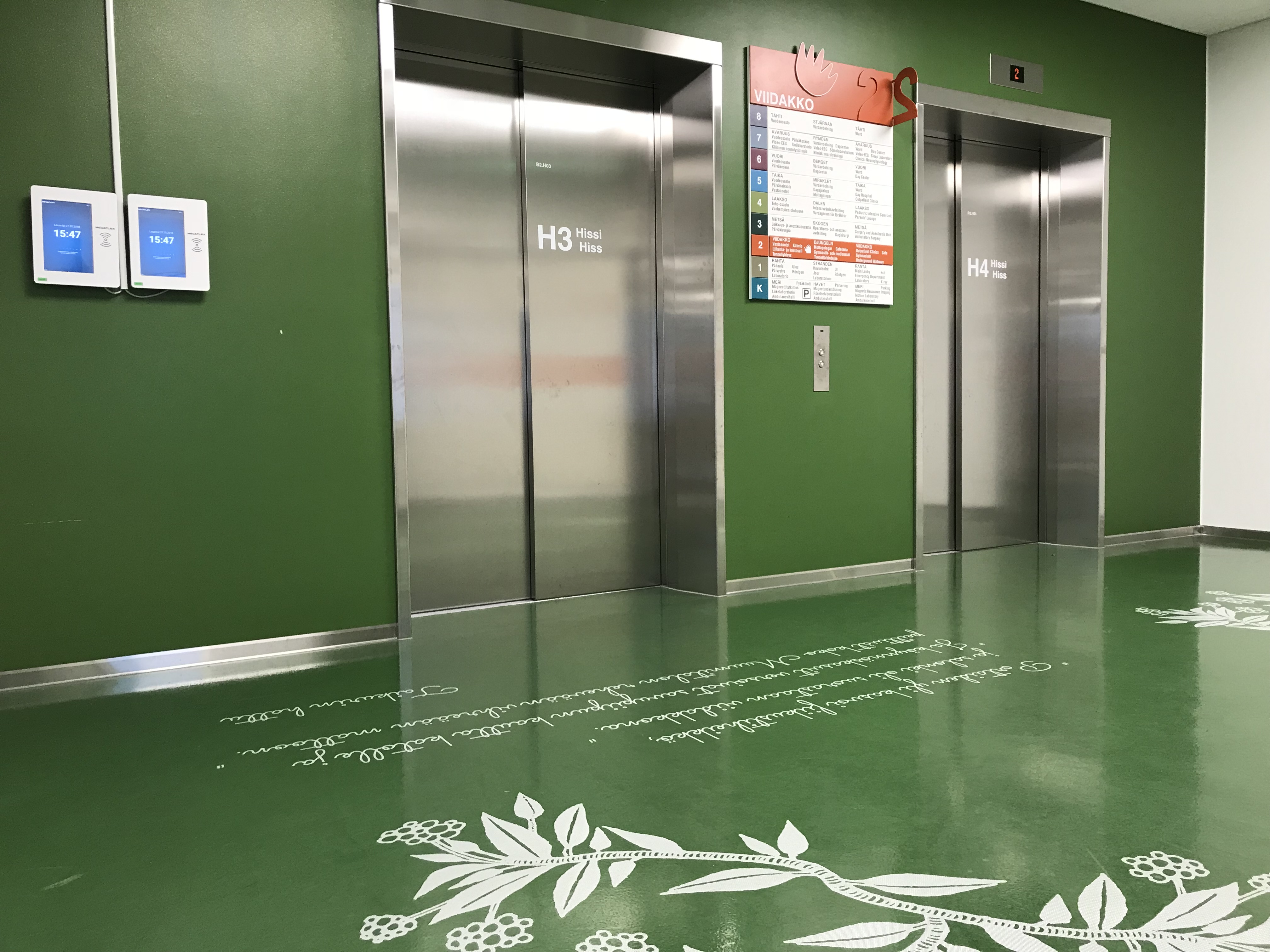
En av hisshallarna.
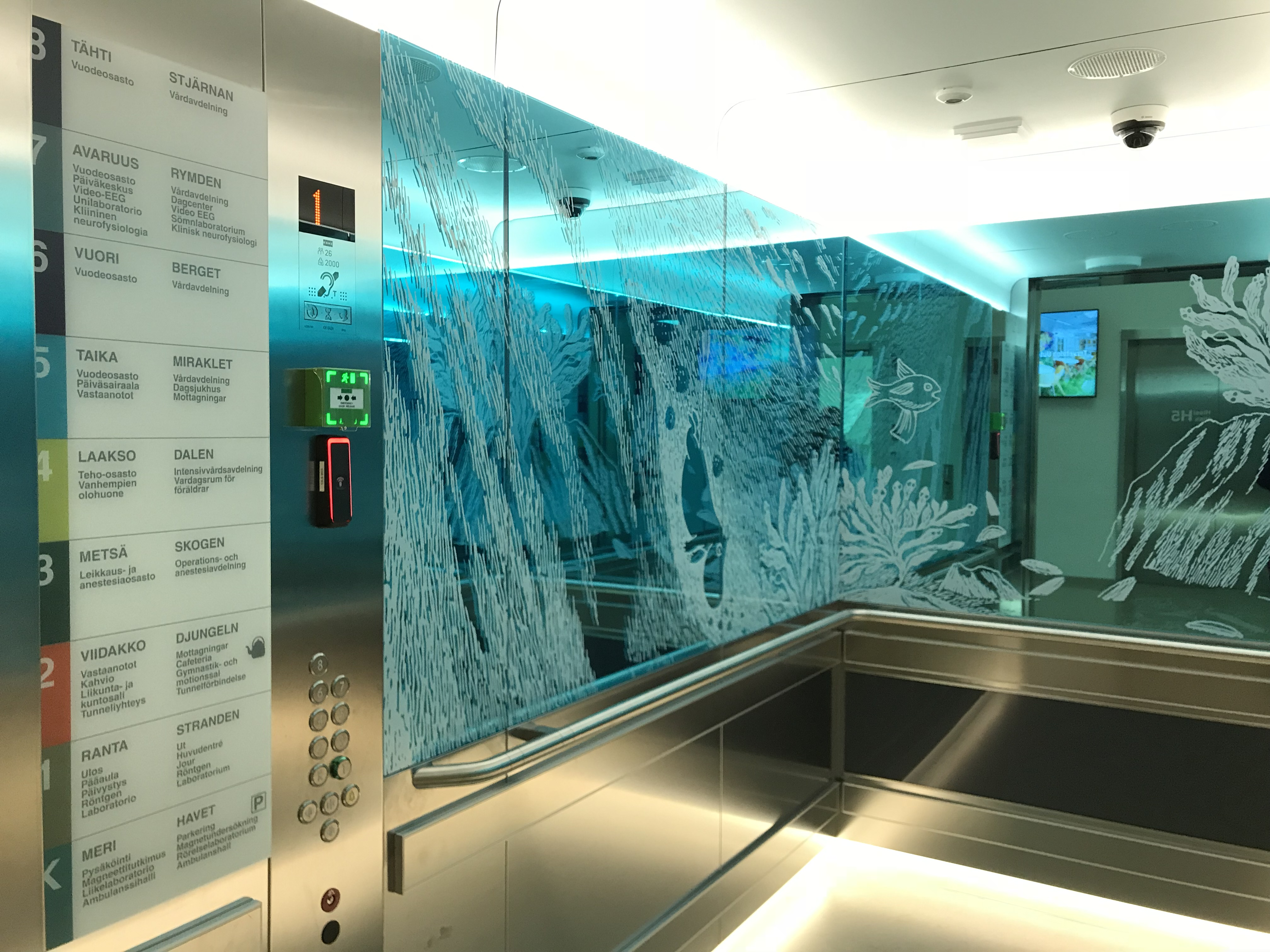
En av hissarna.
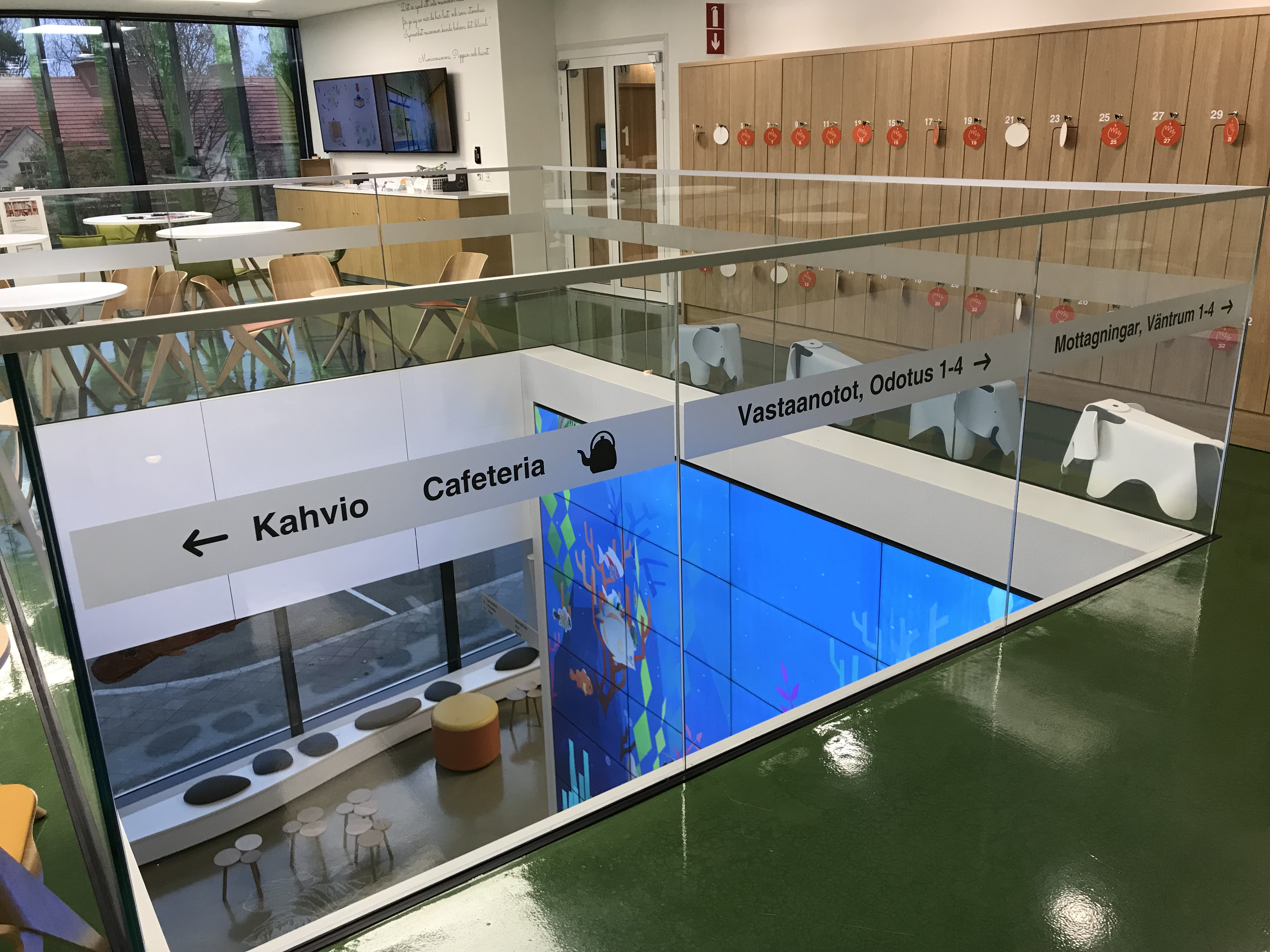
Foajén på första våningen, med vy mot entréplan och villaområde.
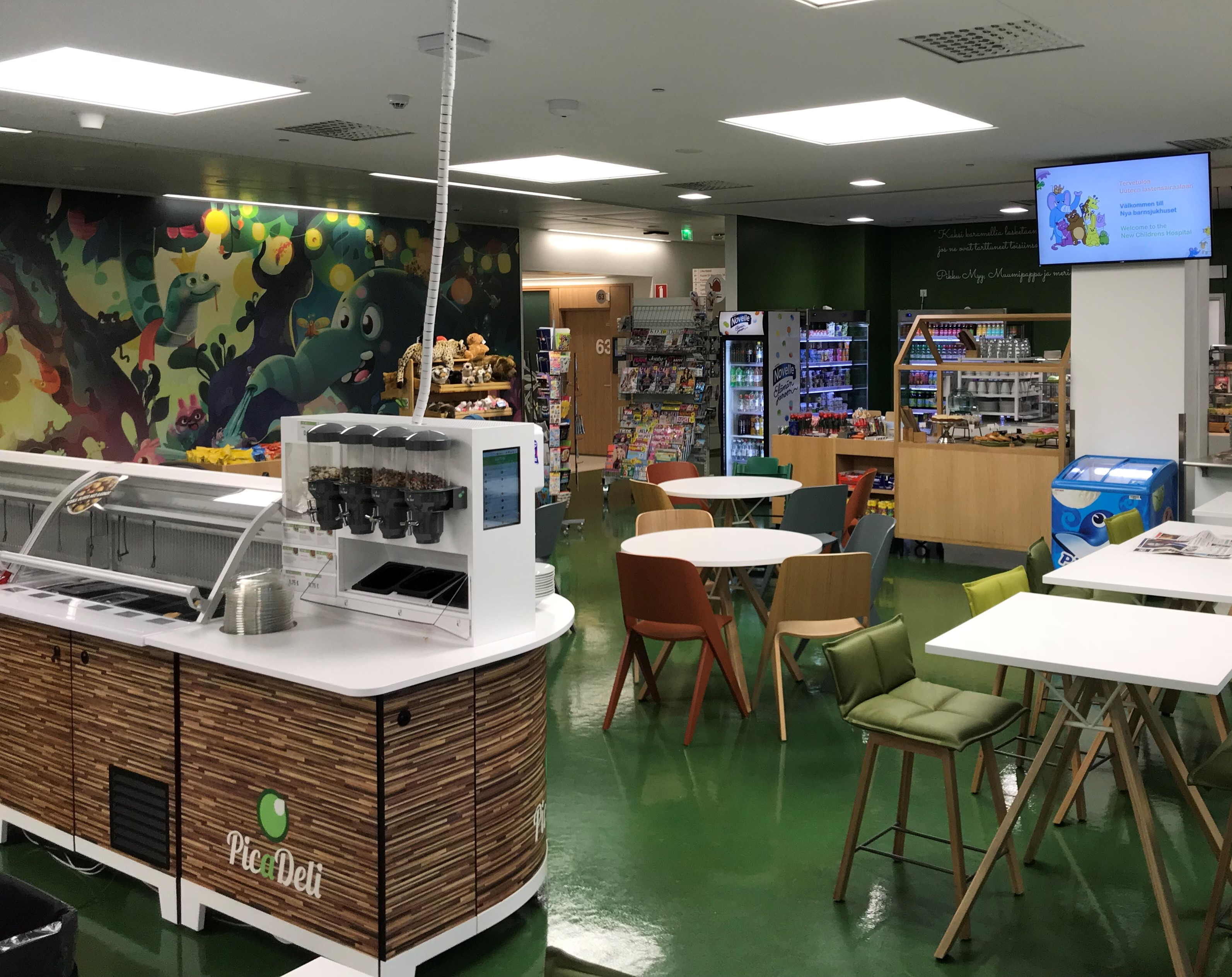
Del av kafeterian.
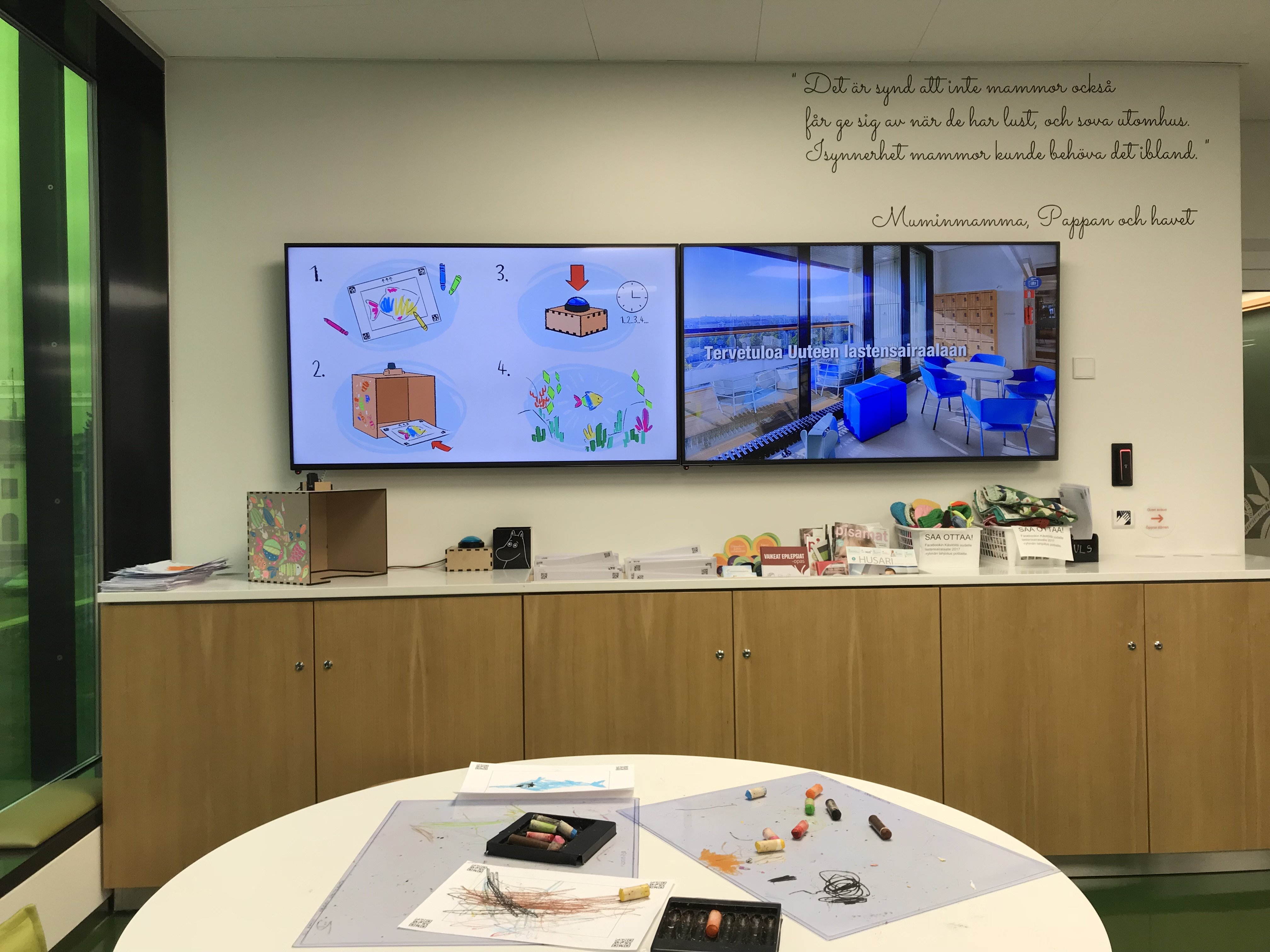
Pysselhörna i kafeterian.
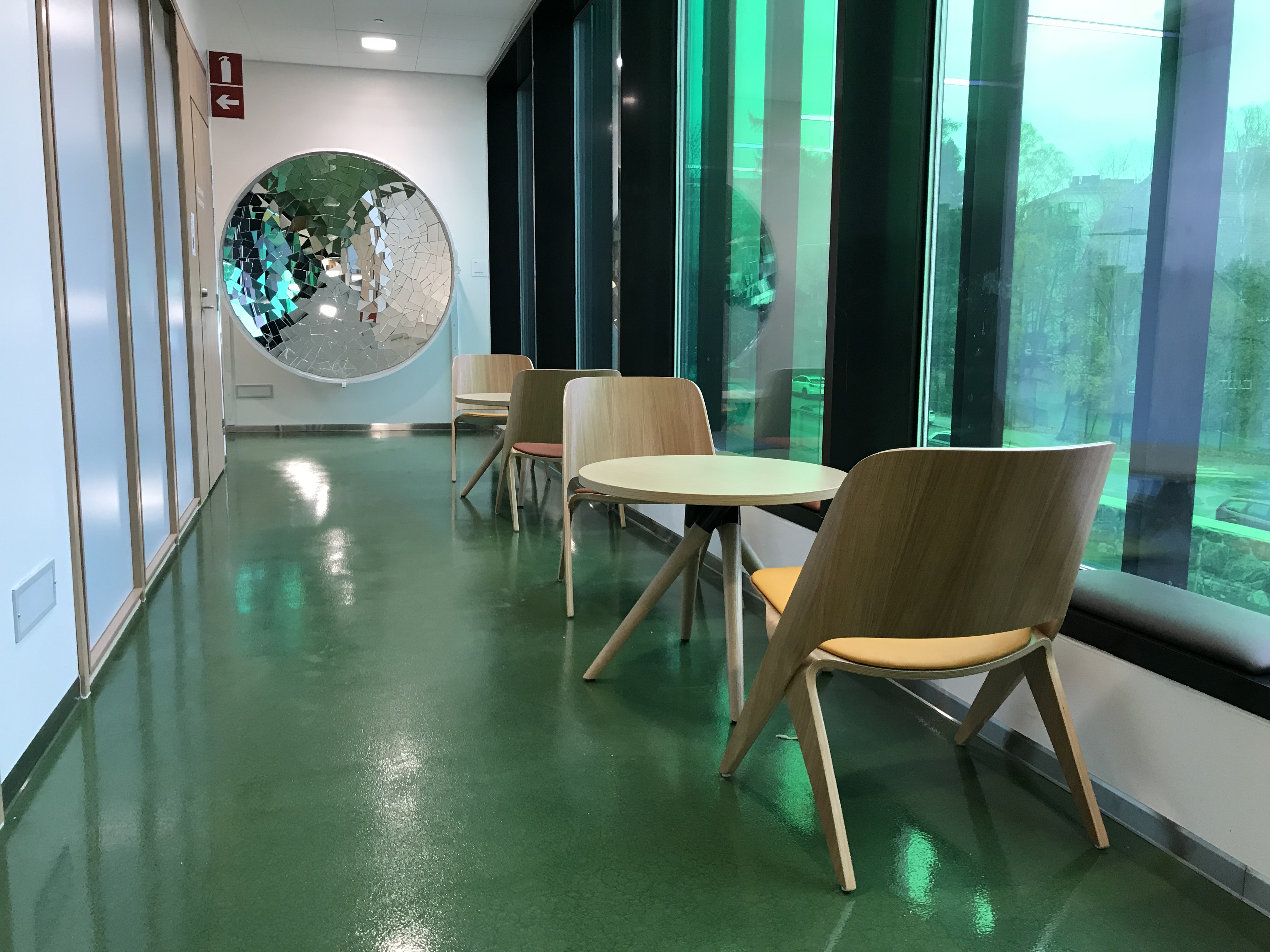
En avskild del av kafeterian, med Kari Cavéns verk "Selfie".